# Alexandra Krosney
Pour les articles homonymes, voir Krosney.
Alexandra Benjamin Krosney (née le 28 janvier 1988 à Los Angeles) est une actrice américaine.
Elle est connue pour avoir joué les rôles de Harmony dans Le Journal de Jaimie, de Ashley dans Cory est dans la place et de Cindy dans Secret Agency (Barely Lethal).
Elle interprète également le rôle d'Eloise Hawking adolescente dans la série Lost : Les Disparus (saison 5, épisode 3) ainsi que le rôle de Sara dans la série Nikita (saison 1, épisode 7) et de Rebecca Howard dans la série FBI : Portés Disparus (saison 5, épisode 18).